# Hammarby IF Fotboll 2009
Hammarby deltog säsongen 2009 i Svenska cupen och Allsvenskan.

## Intern skytteliga 2009
- Charlie Davies 4
- Simon Helg 4
- Patrik Gerrbrand 3
- Emil Johansson 2
- Andreas Dahl 2
- Rafael Magalhães 1
- Fredrik Söderström 1
- Freddy Söderberg 1
- Sebastian Castro-Tello 1
- Nathan Paulse 1
- Louay Chanko 1

## Spelartruppen 2009
Spelartruppen aktuell per den 27 september 2009.
| Nr | Land          | Pos | Namn                    |
| -- | ------------- | --- | ----------------------- |
| 1  | Sverige       | MV  | Rami Shaaban            |
| 2  | Sverige       | F   | David Johansson         |
| 3  | Guinea-Bissau | F   | José Monteiro de Macedo |
| 4  | Danmark       | F   | Christian Traoré        |
| 5  | Sverige       | F   | Emil Johansson          |
| 6  | Sverige       | F   | Patrik Gerrbrand        |
| 7  | Sverige       | MF  | Carlos Gaete Moggia     |
| 8  | Sverige       | MF  | Fredrik Söderström      |
| 9  | Sverige       | A   | Sebastian Castro-Tello  |
| 11 | Sverige       | A   | Freddy Söderberg        |
| 13 | Moldavien     | F   | Igor Armaș              |
| 15 | Sydafrika     | A   | Nathan Paulse           |
| 16 | Sverige       | MF  | Christer Gustafsson     |

| Nr | Land      | Pos | Namn                 |
| -- | --------- | --- | -------------------- |
| 17 | Sverige   | A   | Linus Hallenius      |
| 18 | Sverige   | MF  | Haris Laitinen       |
| 19 | Brasilien | A   | Rafael Magalhães     |
| 20 | Sverige   | MF  | Andreas Dahl         |
| 21 | Nigeria   | F   | Monday James         |
| 22 | Brasilien | A   | Claudio Da Silva     |
| 23 | Sverige   | MF  | Maic Sema            |
| 26 | Sverige   | MF  | Simon Helg           |
| 27 | Sverige   | MF  | Vladica Zlojutro     |
| 32 | Sverige   | F   | Marcus Törnstrand    |
| 35 | Sverige   | MV  | Kristoffer Björklund |
| 40 | Sverige   | MV  | Johannes Hopf        |

## Övergångar

### Spelare in
Inför säsongen 2009:
- Monday James från
- Igor Armas från

Under sommaren 2009:
- Andreas Dahl från FC Nordsjælland
- Rafael Magalhaes från
- Claudio Da Silva från
- Linus Hallenius från GIF Sundsvall
- Vladica Zlojutro från Husqvarna
- Patrik Gerrbrand

### Spelare ut
Inför säsongen 2009:
- Kleber Saarenpää, slutar
- Olof Guterstam, åter efter lån
- George Moussan, till Carlstad United (lån)
- Erkan Zengin, till Besiktas (lån)
- Paulinho Guará, till Busan Il Park
- Alagie Sosseh, till Landskrona BOIS
- Suleyman Sleyman, till Syrianska FC
- Erland Hellström, till Väsby United (lån)

Under sommaren 2009:
- Charlie Davies, till Sochaux
- Louay Chanko, till Ålborg
- Mikkel Jensen, till Brommapojkarna

## Klubben

### Tränare
Enligt 28 september 2009:
- Huvudtränare: Thom Åhlund

### Matchställ
- Tillverkare: Nike
- Huvudsponsor: Finlux
- Hemmatröja: Grönvit tröja, gröna byxor och gröna strumpor.
- Bortatröja: Vit tröja, gröna byxor och gröna strumpor.
- Spelarnamn: Ja
- Övrigt: Byter matchställ vartannat år.

## Matcher 2009
Omgång och resultat

### Allsvenskan 2009
Huvudartikel: Fotbollsallsvenskan 2009.
Resultat för Hammarby den allsvenska säsongen 2009. Aktuell tabell finns hos Svenska Fotbollförbundet.
OBS: resultat är i Hammarby-favör
| Omgång | Datum             | Arena            | Motstånd          | Resultat | Tävling     | TV      | Hammarby-målskyttar           | Publiksiffra |
| ------ | ----------------- | ---------------- | ----------------- | -------- | ----------- | ------- | ----------------------------- | ------------ |
| 1      | 4 april 2009      | Borås Arena      | Elfsborg          | 1-1      | Allsvenskan | TV 4    | Johansson                     | 11 775       |
| 2      | 12 april 2009     | Söderstadion     | Gefle             | 1-2      | Allsvenskan | PPV     | Davies                        | 12 251       |
| 3      | 16 april 2009     | Olympia          | Helsingborg       | 0-1      | Allsvenskan | PPV     |                               | 10 130       |
| 4      | 20 april 2009     | Råsunda          | Djurgården        | 3–1      | Allsvenskan | Canal + | Johansson, Davies, Söderström | 16 328       |
| 5      | 23 april 2009     | Söderstadion     | Göteborg          | 0-1      | Allsvenskan | Canal + |                               | 10 011       |
| 6      | 29 april 2009     | Nya Gamla Ullevi | GAIS              | 2-2      | Allsvenskan | PPV     | Paulse, Castro-Tello          | 4 567        |
| 7      | 6 maj 2009        | Söderstadion     | Kalmar            | 1-4      | Allsvenskan | PPV     | Davies                        | 8 538        |
| 8      | 11 maj 2009       | Behrn Arena      | Örebro            | 0-2      | Allsvenskan | Canal + |                               | 8 987        |
| 9      | 17 maj 2009       | Söderstadion     | Malmö             | 1-0      | Allsvenskan | PPV     | Davies                        | 9 340        |
| 10     | 20 maj 2009       | Grimsta          | Brommapojkarna    | 1-0      | Allsvenskan | PPV     | Chanko                        | 4 834        |
| 11     | 23 maj 2009       | Örjans vall      | Halmstad          | 0–0      | Allsvenskan | TV 4    |                               | 8 110        |
| 12     | 28 maj 2009       | Råsunda (b)      | AIK               | 0-1      | Allsvenskan | Canal + |                               | 22 973       |
|        | Serieuppehåll     |                  |                   |          |             |         |                               |              |
| 13     | 4 juli 2009       | Söderstadion     | Trelleborg        | 2–1      | Allsvenskan | PPV     | Söderberg, Gerrbrand          | 9 923        |
| 14     | 16 juli 2009      | Nya Ullevi       | Häcken            | 0-2      | Allsvenskan | PPV     |                               | 10 475       |
| 15     | 20 juli 2009      | Söderstadion     | Örgryte           | 0–1      | Allsvenskan | PPV     |                               | 5 010        |
| 16     | 27 juli 2009      | Nya Gamla Ullevi | Örgryte           | 0–0      | Allsvenskan | PPV     |                               | 4 683        |
| 17     | 3 augusti 2009    | Söderstadion     | Helsingborg       | 1–2      | Allsvenskan | PPV     | Dahl                          | 9 949        |
| 18     | 9 augusti 2009    | Råsunda          | Djurgården        | 1-0      | Allsvenskan | Canal + | Självmål                      | 16 374       |
| 19     | 15 augusti 2009   | Söderstadion     | Elfsborg          | 2-3      | Allsvenskan | TV 4    | Dahl, Magalhaes               | 8 379        |
| 20     | 24 augusti 2009   | Strömvallen      | Gefle             | 0–1      | Allsvenskan | PPV     |                               | 6 837        |
| 21     | 30 augusti 2009   | Fredriksskans    | Kalmar            | 0–3      | Allsvenskan | PPV     |                               | 6 551        |
| 22     | 13 september 2009 | Söderstadion     | Örebro            | 0–1      | Allsvenskan | PPV     |                               | 9 745        |
| 23     | 20 september 2009 | Nya Gamla Ullevi | Göteborg          | 0-2      | Allsvenskan | PPV     |                               | 13 785       |
| 24     | 23 september 2009 | Söderstadion     | GAIS              | 1–2      | Allsvenskan |         | Gerrbrand                     | 8 120        |
| 25     | 27 september 2009 | Swedbankstadion  | Malmö FF          | 1–3      | Allsvenskan | Canal + | Helg                          | 12 187       |
| 26     | 4 oktober 2009    | Söderstadion     | IF Brommapojkarna | 1–0      | Allsvenskan | PPV     | Helg                          | 7 360        |
| 27     | 19 oktober 2009   | Örjans Vall      | Halmstad          | 0–1      | Allsvenskan |         |                               | 4 324        |
| 28     | 25 oktober 2009   | Råsunda          | AIK (h)           | 1–2      | Allsvenskan |         | Helg                          | 23 884       |
| 29     | 28 oktober 2009   | Vångavallen      | Trelleborgs FF    | 2–4      | Allsvenskan |         | Gerrbrand, Helg               | 2 538        |
| 30     | 1 november 2009   | Söderstadion     | Häcken            | 0–1      | Allsvenskan |         |                               | 4 133        |

Allsvenskan 2009 hade ett speluppehåll i juni 2009 främst på grund av landskamper i början av månaden samt U21-EM senare i samma månad.